# 7. Kurentovanje (1967)
Kurentovanje 1967, je bil sedmi uradno načrtovan ptujski karneval, 5. februarja, na pustno nedeljo.

## Odpoved
Organizator so bile Folklorne prireditve Ptuj, a zaradi močnega dežja (ca. 10.000 obiskovalcev) v obeh delih v zadnjem trenutku v celoti odpovedano, tako za dopoldanski etnografski del kot tudi popoldanski karneval.
Da je bil polom še večji, ob vseh kritikah, večina nastopajočih skupin iz okoliških vasi sploh ni prišla.

## Načrtovan spored

### Dopoldanski prikaz etnografskih likov na stadionu
Ob 9. uri –  na pustno nedeljo je bil na stadionu predviden dopoldanski prikaz 400 etnografskih mask, a je dogajanje zaradi dežja odpadlo.
- 1. Pokači in koranti (pozdravni nastop)
- 2. Folklorna plesna skupina (Beltinci)
- 3. Cerkljaski laufarji (Cerkno)
- 4. Borovo gostüvanje (Prekmurje)
- 5. Orači (Lancova vas)
- 6. Ploharji (Cirkovci)
- 7. Plesači (Pobrežje pri Vidmu)
- 8. Kopanja (Markovci)
- 9. Orači (Markovci)
- 10. Rusa in drugi pustni liki
- 11. Pustni pogrebci (Hajdina)
- 12. Kurenti

### Popoldanski sprevod karnevalskih skupin po mestu
Ob 14. uri – prav tako je bil zaradi dopoldanskega dežja, odpovedan popoldanski karnevalski obhod, čeprav se je vreme že zjasnilo. Bližnje skupine so tako poslali domov, tiste nekaj od daleč in približno 40 kurentov pa pozvali da v lastni režiji naredijo krajši obhod po mestu kar so tudi storili. 
Na karnevalu je bilo predvidenih skupaj 1,500 nastopajočih mask, prišlo jih je le okrog 400. Ljudje od blizu in daleč ki so plačali vstopnico, tudi nekaj avtobusov iz Avstrije, so globoki razočarani in ogorčeni odšli domov, češ da se je organizator prenaglil in bi lahko izpeljal vsaj popoldanski del.

## Predvidena trasa (odpovedano)

### Karnevalska povorka
- Mladika (predviden start) – Čučkova – železniški prehod – Osojnikova – Ciril Metodov drevored – Potrčeva – Srbski trg – Slomškova – Slovenski trg – Murkova – Trg mladinskih delovnih brigad (Mestni trg) – Kremljeva – Dravska – Ribič (restavracija) – Muršičeva – Cafova – Prešernova – Slovenski trg – Murkova – Trg mladinskih delovnih brigad (Mestni trg) – Lackova – Trstenjakova – Srbski trg (UE Ptuj) – Miklošičeva –
Trg mladinskih delovnih brigad (Mestni trg) – Krempljeva – Minoritski trg – Dravska – Mladika (predviden zaključek)

## Ostale prireditve
Organizirano izven uradnega enodnevnega Kurentovanja. 

### Otroška maškarada
6. februarja, na pustni ponedeljek popoldan, je bila v prenovljeni dvorani "Svoboda" v Narodnem domu Ptuj na sporedu otroška maškarada. Otroški vrtec Ptuj, ki je bil organizator te prireditve, je ugotovil da je bila prireditev res dobro obiskana, kar pretesna in prevroča za vse preštevilne domiselne maske in spremljajoče. Maskiran Milan Zupanc je moral vložiti kar veliko napora da je preglasil vse prisotne v dvorani. Jasno je bilo, da je iz leta v leto več veselja za maskiranje tako pri najmlajših kot odraslih in prišli do sklepa da bo v prihodnje samo še boljše.

### Pustni torek
7. februarja, na pustni torek popoldan, je imel Ptuj svoj pustni dan, ko se se pokazali maskirani otroci in odraski, pa tudi kurenti in ostale karnevalske skupine mask. Zavod za folklorne prireditve Ptuj je pripravil skromne nagrade za najboljše izmed 450 mask v sprevodu od Mladike do mestnega jedra. Več tisoč Ptujčanov, pa tudi nekaj Mariborčanov, se je razvnstilo na obeh straneh Trga svobode, po Kremplovi in Miklošičevi ulici ter po Trgu mladinskih brigad Na splošno je bilo mogoče tudi tokrat ugotoviti, da je za maskiranje med otroci in odraslimi vedno več, smisla in da si prizadeva vedno več ljudi, da bi bili »igralci«, ne več samo gledalci, ki jih je vedno največ. Otroci so bili zbrani v torek popoldne v 7 skupinah, in sicer kot zajčki, palčki (Breg), sneženi možje, mušnice, Ribničani in čas (dnevi in meseci). Tem skupinanam so bil priznane nagrade. 
Mladina in odrasli pa so bili: Kegljači Ptujː Graz, Reforma (cigarete), RTV diksi, Pavliha-foto, Pogrebci odbora za ptujske prireditve, Johnson-Mance, Polet na luno (dvocikl), 3 viteizi, Texas — koleselj in 5 jezdecev na konjih, Zmaj — dinosaurus, »Pleskar« — delavnica na avtu. Slovenske gorice — kurent na mrtvi straži, kurenti in drugi. Tudi pogled na te skupine je bil dokaj zanimiv. Kot zadnja zanimivost pa so bili pravi Ribničani s svojim ozvočenjem in z nastopajočimi na strehi, ki jih pozna Ptuj že s ptujskih sejmov. Ti so nastopili izven konkurence in niso bili ocenjeni.